# The Friday Night Boys
The Friday Night Boys est un groupe américain de rock, originaire de Fairfax, en Virginie. 

## Histoire
Créé en 2006 comme un exutoire pour Andrew Goldstein pour sortir des chansons pop qui s'éloignaient de son groupe de rock psychédélique progressif Aberdien ainsi que d'un autre groupe appelé My Favorite Highway, le groupe Friday Night Boys est finalisé début 2008 avec d'autres musiciens de DC, Mike Toohey, Robby Reider, et Chris Barrett. Peu après, le groupe sort son premier EP The Sketch Process, qui s'est vendu à plus de 45 000 exemplaires et attire rapidement l'attention d'Absolute Management. Le groupe apparait dans l'émission Total Request Live sur MTV le 10 juillet 2008, où ils sont interviewés et interprètent Chasing a Rockstar.
Le 12 août 2008, il est annoncé que le groupe avait officiellement signé avec Fueled by Ramen.
Le groupe s'installe en colocation dans un appartement à Harrisonburg, Virginie, pendant que Goldstein terminait son dernier semestre à l'université James Madison pour obtenir un diplôme de psychologie. Le groupe se produit au concert d'automne de la JMU avec Boys Like Girls, Cute is What We Aim For, et Lights et continue de tourner les week-ends. Les spectacles donnés pendant cette période comprennent des dates du Compromising of Integrity, Morality, and Principles in Exchange for Money Tour avec All Time Low et The Maine, au festival CMJ à New York avec 3OH!3 et The Maine. et Anthony Green, et en ouverture d'un concert à guichets fermés avec Angels and Airwaves au Rams Head Live! à Baltimore.
En février 2009, ils rejoignent le Almost Have a Tour Bus Tour à Omaha, Nevada, avec Automatic Love Letter et A Cursive Memory. Plus tard dans le mois, ils concluent la tournée à Tampa, en Floride.
En mars 2009, ils s'embarquent pour le Guys, Guys, Guys Tour à Oklahoma avec Sing It Loud, The Morning Light, The Summer Set, et Artist vs. Poet. La tournée couvre l'ensemble des États-Unis et s'arrête au Bamboozle Left le 4 avril à Irvine, en Californie, où le groupe se produit sur la scène Saints and Sinners. La tournée se termine le 2 mai 2009 à East Rutherford dans le cadre du Bamboozle Festival au Meadowlands Sports Complex où le groupe s'est produit aux côtés de No Doubt, Fall Out Boy, Demi Lovato, Third Eye Blind, Kid Cudi, Taking Back Sunday, et d'autres encore.

## Discographie
- 2007 : So Friday Night, So Friday Tight (EP)
- 2008 : The Sketch Process
- 2008 : That's What She Said EP